# Chincha Baja
Santiago de Chincha, denominada Chincha Baja para distinguirla de la Chincha Alta, es una localidad peruana capital del distrito homónimo ubicado en la provincia de Chincha en el departamento de Ica. Se encuentra a una altitud de 33 m s.n.m.  Tiene una población de 2972 habitantes en 1993.

## Localización
| Noroeste: Tambo de Mora                | Norte: Sunampe | Noreste: Chincha Alta y Alto Larán |
| Oeste: Tambo de Mora y Océano Pacífico |                | Este: Alto Larán y El Carmen       |
| Suroeste: Océano Pacífico              | Sur: El Carmen | Sureste: El Carmen                 |

## Clima
| Parámetros climáticos promedio de Chincha Baja | Parámetros climáticos promedio de Chincha Baja | Parámetros climáticos promedio de Chincha Baja | Parámetros climáticos promedio de Chincha Baja | Parámetros climáticos promedio de Chincha Baja | Parámetros climáticos promedio de Chincha Baja | Parámetros climáticos promedio de Chincha Baja | Parámetros climáticos promedio de Chincha Baja | Parámetros climáticos promedio de Chincha Baja | Parámetros climáticos promedio de Chincha Baja | Parámetros climáticos promedio de Chincha Baja | Parámetros climáticos promedio de Chincha Baja | Parámetros climáticos promedio de Chincha Baja | Parámetros climáticos promedio de Chincha Baja |
| Mes                                            | Ene.                                           | Feb.                                           | Mar.                                           | Abr.                                           | May.                                           | Jun.                                           | Jul.                                           | Ago.                                           | Sep.                                           | Oct.                                           | Nov.                                           | Dic.                                           | Anual                                          |
| ---------------------------------------------- | ---------------------------------------------- | ---------------------------------------------- | ---------------------------------------------- | ---------------------------------------------- | ---------------------------------------------- | ---------------------------------------------- | ---------------------------------------------- | ---------------------------------------------- | ---------------------------------------------- | ---------------------------------------------- | ---------------------------------------------- | ---------------------------------------------- | ---------------------------------------------- |
| Temp. máx. media (°C)                          | 27.2                                           | 28.1                                           | 28.3                                           | 26.7                                           | 23.6                                           | 21.5                                           | 20.4                                           | 20.7                                           | 21.3                                           | 22.4                                           | 23.3                                           | 25.4                                           | 24.1                                           |
| Temp. media (°C)                               | 22.1                                           | 23.1                                           | 23                                             | 21.3                                           | 18.7                                           | 17                                             | 16.1                                           | 16.1                                           | 16.6                                           | 17.5                                           | 18.4                                           | 20.5                                           | 19.2                                           |
| Temp. mín. media (°C)                          | 17.1                                           | 18.2                                           | 17.8                                           | 16                                             | 13.8                                           | 12.5                                           | 11.9                                           | 11.5                                           | 12                                             | 12.7                                           | 13.6                                           | 15.7                                           | 14.4                                           |
| Fuente: climate-data.org                       |                                                |                                                |                                                |                                                |                                                |                                                |                                                |                                                |                                                |                                                |                                                |                                                |                                                |